# Pi's Lullaby
"Pi's Lullaby" é uma canção gravada para o filme Life of Pi, composta por Mychael Danna e Bombay Jayashri e produzida por Danna. Como reconhecimento, foi nomeada ao Oscar 2013 na categoria de Melhor Canção Original.